# Classement général du Tour d'Espagne

De 1999 à 2009, le maillot de oro récompensait le leader du général

Le classement général du Tour d'Espagne est le principal classement du Tour d'Espagne cycliste. Le coureur qui a passé le moins de temps cumulé en course étape après étape en est le leader, en tenant compte des éventuelles secondes de bonifications obtenus lors d'arrivée d'étapes ou de sprints intermédiaires. Ce classement fait l'objet depuis 1935 de l'attribution d'un maillot distinctif afin que le leader soit facilement identifiable pendant la course. La couleur du maillot a changé à plusieurs reprises au fil du temps.
Le coureur en tête du classement général à l'issue de la dernière étape remporte le Tour d'Espagne.

## Histoire
Pour faciliter la reconnaissance du leader de la course, le Tour d'Espagne à l'image du Tour de France (maillot jaune) ou du Tour d'Italie (maillot rose) attribue un maillot distinctif au leader du classement général. Le maillot de leader du Tour d'Espagne n'a pas toujours été de la même couleur. Au cours de son histoire, la Vuelta a connu plusieurs interruptions et plusieurs organisateurs qui ont imposé tour à tour leurs couleurs.

## Évolution de la couleur du maillot
En 1935 et 1936, il est orange, puis blanc en 1941 et à nouveau orange en 1942. En 1945, lorsque la course revient, il est rouge avant de devenir blanc avec une bande horizontale rouge jusqu'en 1950. En 1955, El Correo, organisateur de la course, choisit la couleur jaune comme sur le Tour de France. La couleur reste la même (sauf en 1977 où il redevient orange) jusqu'en 1999 où il prend une couleur or. En 2010, il devient rouge afin de se différencier définitivement du Tour de France et de son maillot jaune,,.
| Dates       | Couleur                    |
| 1935-1936   | orange                     |
| 1941        | blanc                      |
| 1942        | orange                     |
| 1945        | rouge                      |
| 1946-1950   | blanc avec une bande rouge |
| 1955-1976   | jaune                      |
| 1977        | orange                     |
| 1978-1998   | jaune                      |
| 1999-2009   | or                         |
| Depuis 2010 | rouge                      |